# Iwan Kabłukow
Iwan Aleksiejewicz Kabłukow (ros. Иван Алексеевич Каблуков, ur. 21 sierpnia?/2 września 1857 we wsi Prussy w guberni moskiewskiej, zm. 5 maja 1942 w Taszkencie) – rosyjski fizykochemik.

## Życiorys
W 1876 ukończył II Moskiewskie Gimnazjum Klasyczne, a w 1880 Oddział Przyrodniczy Wydziału Fizyczno-Matematycznego Uniwersytetu Moskiewskiego i został kandydatem nauk przyrodniczych, później pracował w laboratorium chemicznym przy Uniwersytecie Petersburskim, następnie na Uniwersytecie Moskiewskim. Jednocześnie wykładał na Wyższych Żeńskich Kursach w Moskwie. W 1889 pracował na Uniwersytecie w Lipsku, w 1899 został profesorem w Moskiewskim Instytucie Rolniczym, a w 1903 Uniwersytetu Moskiewskiego, od 1928 był członkiem korespondentem, a od 1932 członkiem honorowym Akademii Nauk ZSRR. Prowadził badania z zakresu elektrochemii roztworów niewodnych i termochemii, zastosował analizę termiczną do wyznaczania składu stopionych soli.

## Odznaczenia
- Bohater Pracy (1924)
- Zasłużony Działacz Nauki RFSRR (1929)
- Order Lenina (1940)
- Order Czerwonego Sztandaru Pracy (1937)
- Złoty Medal "Przodownik Socjalistycznej Gospodarki Rolnej" (1939)